# 骆尚志
骆尚志（?—?）。号云谷，浙江余姚(今慈溪市)人，明朝军事将领，萬曆朝鮮之役中关键将领之一。按朝鮮人史料記載，駱尙志身型壯勇，為人忠君敢先，又因臂力驚人，能舉千斤，故人稱“駱千斤”，亦擅長劍術。

## 生平
早年任大同参将，抵御西虏有战功。研习戚繼光兵法。后任钦差浙直、神机营左参将，参与抗击倭寇的战役。萬曆朝鮮之役爆发后，调遣征朝。万历二十年（1592年）十月十六日，骆尚志率“南兵”600余人随李如松所率援朝明军，始赴朝鲜。同年十二月初，渡过鸭绿江，屯军于义州江上。后在平壤战役中身先士卒，对阵小西行长的三万精兵，大败日本军。带伤作战，建奇功，加副总兵衔。
战后建言朝鲜开银矿，与辽东通商。与柳成龙交好，柳成龙朝鲜练兵治国之策，多出于骆尚志。万历二十二年正月，骆尚志帅南兵回国，驻扎在蓟州。后因军功任神枢营右副将、左军都督府都督佥事。

## 評價
《朝鮮宣祖實錄》：「駱參將，氣岸雄豪，言論慷慨，功之成否，雖未可必，而其可爲天朝將官之傑出者也。」

## 影響

### 朝鮮兵書
- 柳成龙《西崖集》收录了骆尚志的书信。
- 萬曆朝鮮戰爭期间，柳成龍见骆尚志习武练兵，受其影响指点，编成《武芸諸譜》，成为对朝鲜影响重大的兵书。
- 朝鲜《唐将书帖》中骆尚志致柳成龙书信，极具历史研究价值[9]。

### 影視作品
- 《懲毖錄》 (KBS1, 2015年, 由龚政焕（朝鲜语：공정환）飾演駱尚志)